# Myopathie distale de Udd
 Mise en garde médicale
La myopathie distale de Udd est une maladie génétique se manifestant vers la quarantaine par une incapacité de la flexion du pied sur la jambe et par l'impossibilité de marcher sur les talons. Cette maladie atteint surtout la population finlandaise.

## Autre nom
Dystrophie musculaire tibiale.

## Étiologie
Elle est due à une mutation du gène TTN situé sur le locus q31-33 du chromosome 2 humain codant la protéine titine. Les muscles tibiaux antérieurs et l'extenseur de l'orteil sont atteints.

## Incidence et prévalence
La prévalence est de 7 pour 100 000 individus en Finlande ; 92 % des personnes atteintes vivent en Finlande.

## Description
La maladie reste localisée au muscle tibial antérieur, les difficultés de la locomotion apparaissent tardivement mais n'empêchent jamais l'autonomie.

## Diagnostic

### Électromyographie
Anomalie électromyographique du muscle tibial antérieur mais préservation du muscle extenseur.

### IRM
L'imagerie en résonance magnétique montre la dégénérescence graisseuse du muscle tibial antérieur mais il existe aussi des anomalies sur les autres muscles non affectés.

### Biologie
Les CPK sont normales.

### Biopsie musculaire
Lésion non spécifique de dégénérescence graisseuse.

### Génétique
Toutes les familles finlandaises montrent une unique 11-bp délétion/insertion qui change quatre acides aminés dans l'exon Mex 6. Cette mutation est retrouvée dans tous les cas.

## Mode de transmission
Autosomale dominante.